# Johnny Somali
Ramsey Khalid Ismael (nacido el 26 de septiembre de 2000), conocido popularmente por su alias Johnny Somali, es un streamer estadounidense que ha alcanzado notoriedad por su comportamiento provocativo cuando viaja al extranjero.  Después de ser vetado de Twitch, Ismael comenzó a transmitir en Kick y Rumble como turista en países asiáticos, siendo Corea del Sur el último país en el que transmitió. Sin embargo, Ismael fue detenido y arrestado después de profanar numerosas estatuas que representan a mujeres de consuelo, incluida la Estatua de la Paz. Debido a ese accionar fue baneado en varias redes sociales.

## Biografía
Según Ismael, nació de padre somalí, mi madre etíope de oromo. Ismael afirmó haber sido un niño soldado somalí, aunque una fuente expresó escepticismo al respecto. Según Ismael, creció en Scottsdale, Arizona, y se graduó en la Universidad Estatal de Arizona con una licenciatura en finanzas en mayo de 2021.

## Carrera
Ismael transmite principalmente a través de plataformas de video como YouTube y Kick, mostrándose como un turista que viaja por diferentes países, en particular Japón, Tailandia e Israel. Comenzó a transmitir en mayo de 2023. Después de ser baneado de Twitch, pasó a Kick antes de recibir suspensiones temporales de Kick. Fue baneado en Kick en mayo de 2024 e intentó sin éxito persuadir a Twitch para que reactivara su cuenta. Actualmente transmite en Rumble.

### Japón
Durante sus viajes a Japón, Ismael hizo burlas antijaponesas hacia los lugareños, que incluían comentarios sobre los bombardeos de Hiroshima y Nagasaki, y amenazó con bombardear Japón con armas nucleares en un tren. Ismael fue atacado ocasionalmente insultado por los lugareños que lo reconocieron en público. En un incidente, un hombre estadounidense lo enfrentó por su comportamiento, lo que llevó a Somali a excusarse diciendo que solo era un troll. El hombre estadounidense fue elogiado por muchas personas en Internet por sus acciones, mientras que Ismael afirmó haber estado borracho en ese momento, y que se había disculpado con el hombre. Ismael acosó a Meowko, un streamer japonés de Twitch, lo que contribuyó a la posterior prohibición de Ismael por parte de Twitch.
En junio de 2023, Ismael fue al Tokyo Disney Resort y puso música con letras que contenían la frase "bomba atómica" y grabó las reacciones de los invitados sin su permiso.
En agosto de 2023, Ismael, que estaba enmascarado, y Jeremiah Dwane Branch, que estaba grabando para él, entraron en el sitio de construcción de un hotel en Osaka, donde luego gritaron "Fukushima" a los trabajadores de la construcción. Después de que los trabajadores de la construcción los echaron, ambos fueron arrestados bajo sospecha de invasión de propiedad privada. En septiembre, fueron arrestados bajo sospecha de conspiración para obstruir el funcionamiento de un restaurante, al tocar música y hacer ruidos extremadamente fuertes durante el horario comercial. Afirmó que el motivo por el cual se reproducía la música era porque el fabricante del teléfono, Huawei, había "puesto un virus chino en el teléfono". Esto se planteó más tarde en el tribunal, donde el juez lo declaró culpable y declaró que "podría haber bajado el volumen de su teléfono".
El 19 de diciembre de 2023, Ismael, que se encontraba detenido desde su segundo arresto, compareció ante el Tribunal del Distrito de Osaka, acusado de conspiración para obstruir la actividad comercial. El cargo de invasión a un sitio de construcción fue desestimado, pero los fiscales pidieron una multa de ¥200.000. Ismael admitió posteriormente haber mentido ante el juez y el fiscal, cuando dijo que no había obtenido ganancias monetarias con sus videos. El veredicto de culpabilidad se dictó el 10 de enero de 2024. Fue multado con ¥200.000 (el equivalente a $1.400) y regresó voluntariamente a los Estados Unidos.
En marzo de 2024, Ismael dejó de transmitir en vivo y, en su lugar, optó por el "troleo por Zoom", principalmente con llamadas de Zoom dirigidas a personas japonesas.

### Israel
El 25 de marzo de 2024, Ismael fue a Tel Aviv, Israel, donde se vio involucrado en altercados con habitantes árabes y judíos locales. Allí lo confrontaron y lo golpearon. Como resultado de su transmisión, Ismael fue suspendido de Kick por una semana debido a incitar y promover comportamientos violentos.
El 5 de abril de 2024, viajó al Muro Occidental en Jerusalén, donde comenzó a transmitir en vivo. Se filmó a sí mismo colocando imágenes de Harvey Weinstein, Adin Ross y Jeffrey Epstein en la pared, proclamando a Weinstein como uno de sus "principales judíos" y haciendo comentarios insultantes hacia Ross. Fue arrestado y recibió una prohibición de entrar en Jerusalén por 50 días.
El 7 de abril de 2024, Ismael fue detenido en una protesta en Tel Aviv por acoso sexual a una policía. Tras su liberación 16 minutos después, Ismael volvió a hablar en directo el mismo día y afirmó haber presenciado un tiroteo masivo en un restaurante. También excusó sus acciones por ser ciudadano estadounidense. El 19 de mayo de 2024, Ismael fue agredido en Israel tras ser acusado de "delatamiento". Uno de los hombres fue visto sosteniendo un objeto (posiblemente un arma), pero Ismael no fue agredido con él.

### Corea del Sur
Cuando planeaba su visita a Corea del Sur, el 10 de marzo de 2024, Ismael amenazó con abofetear a un miembro de BTS en una publicación de Twitter ahora eliminada. Esto se produjo después de que anunció que viajaría a Seúl esa misma semana.
El 7 de octubre de 2024, besó y realizó bailes eróticos a la Estatua de la Paz, un monumento que representa a las jóvenes mujeres de consuelo, esclavas sexuales de los soldados japoneses durante la Segunda Guerra Mundial. También reprodujo ruidos obscenos en el metro, como discursos de Kim Jong Un, y fue expulsado de un autobús después de reproducir música norcoreana de manera ruidosa. El 17 de octubre, presuntamente respondió con violencia en una tienda después de que el personal le impidió beber alcohol. En múltiples ocasiones, Ismael fue agredido por otras personas en público, cuando transmitía en vivo.
El 26 de octubre fue puesto bajo custodia policial y desobedeció las órdenes de los agentes. El 2 de noviembre de 2024, se le prohibió salir del país mientras estaba bajo investigación por sus incidentes anteriores. Después de ser liberado por la policía, Ismael fue nuevamente agredido en público, esta vez por el YouTuber Yoo Dal-geun, quien también es un ex soldado del Equipo de Demolición Submarina (UDT). Yoo fue arrestado por esta agresión.
El 6 de noviembre, Ismael subió un video de disculpa en el que filmó junto a la Estatua de la Paz, pero los espectadores dudaron de su sinceridad. algunas personas ofrecieron recompensas para revelar la ubicación de Somali.
El 11 de noviembre, Ismael fue acusado por la Fiscalía del Distrito Sur de Seúl por crear conmoción en una tienda el 17 de octubre. Una prohibición de viajar vinculada al caso le impide salir de Corea del Sur.